# 騰密公路
| 城市名     | 距起點距離 （單位：千米） |
| ---------- | ------------------------- |
| 雲南保山   | 0                         |
| 雲南騰衝   | 78                        |
| 緬甸甘拜地 | 189                       |
| 緬甸昔董   | 210                       |
| 緬甸瓦曉   | 238                       |
| 緬甸密支那 | 295                       |

騰密公路是中國雲南騰衝通往緬甸密支那的公路，是在滇緬公路切斷後，1946年由中國遠征軍建的第二中印公路，稱新中印公路，中國八年抗戰時的重要生命線之一，起點在滇緬公路與中印公路共線的320國道保山市，翻越高黎貢山到騰衝，在騰衝口岸出境，過伊洛瓦底江，終點在緬甸密支那與史迪威公路相接，全程約295公里，目前的公路為2005年重新開通。